# Campionati europei di sci alpinismo
I Campionati europei di sci alpinismo sono una competizione internazionale di sci alpinismo a cadenza biennale organizzata dalla International Ski Mountaineering Federation (ISMF).
La prima esperienza di competizione europea si svolse nel 1992, con una Coppa organizzata dal "Comité International pour le Ski Alpinisme de Compétition" (CISAC).

## Edizioni
| Edizione | Luogo                   | Eventi | Note   |
| -------- | ----------------------- | ------ | ------ |
| 2001     | Les Contamines-Montjoie | 2      | [ 4 ]  |
| 2003     | Monti Tatra             | 6      | [ 5 ]  |
| 2005     | Andorra                 | 8      | [ 6 ]  |
| 2007     | Morzine                 | 10     | [ 7 ]  |
| 2009     | Tambre                  | 10     | [ 8 ]  |
| 2012     | Pelvoux                 | 12     | [ 9 ]  |
| 2014     | Font Blanca             | 4      | [ 10 ] |
| 2016     | Les Marecottes          | 4      | [ 11 ] |
| 2018     | Nicolosi                | 6      | [ 12 ] |
| 2022     | Boí Taüll               | 7      | [ 13 ] |
| 2024     | Chamonix                | 7      | [ 14 ] |

## Medaglie maschili

### Individuale
| Edizione | Oro                 | Argento                 | Bronzo                  |
| -------- | ------------------- | ----------------------- | ----------------------- |
| 2003     | Manfred Reichegger  | Stéphane Brosse         | Heinz Blatter           |
| 2005     | Guido Giacomelli    | Florent Perrier         | Alexander Hug           |
| 2007     | Florent Perrier     | Dennis Brunod           | William Bon Mardion     |
| 2009     | Yannick Buffet      | Manfred Reichegger      | Lorenzo Holzknecht      |
| 2012     | William Bon Mardion | Kílian Jornet Burgada   | Martin Anthamatten      |
| 2014     | William Bon Mardion | Matteo Eydallin         | Manfred Reichegger      |
| 2016     | Michele Boscacci    | Kílian Jornet i Burgada | Anton Palzer            |
| 2018     | Robert Antonioli    | Michele Boscacci        | Kílian Jornet i Burgada |
| 2022     | Werner Marti        | Matteo Eydallin         | Michele Boscacci        |
| 2024     | Rémi Bonnet         | Xavier Gachet           | Thibault Anselmet       |

### A squadre
| Edizione | Oro                                          | Argento                                         | Bronzo                                        |
| -------- | -------------------------------------------- | ----------------------------------------------- | --------------------------------------------- |
| 2001     | Francia Stéphane Brosse Pierre Gignoux       | Francia Vincent Meilleur Cédric Tomio           | Slovacchia Miroslav Leitner Peter Svätojánsky |
| 2003     | Svizzera Damien Farquet Rico Elmer           | Italia Manfred Reichegger Dennis Brunod         | Italia Camillo Vescovo Mirco Mezzanotte       |
| 2005     | Francia Grégory Gachet Florent Perrier       | Italia Graziano Boscacci Ivan Murada            | Svizzera Didier Moret Christian Pittex        |
| 2007     | Francia Florent Perrier Grégory Gachet       | Francia Alexandre Pellicier William Bon Mardion | Italia Guido Giacomelli Jean Pellissier       |
| 2009     | Italia Matteo Eydallin Denis Trento          | Italia Lorenzo Holzknecht Guido Giacomelli      | Italia Manfred Reichegger Dennis Brunod       |
| 2012     | Italia Manfred Reichegger Lorenzo Holzknecht | Francia Yannick Buffet Mathéo Jacquemoud        | Svizzera Martin Anthamatten Yannick Ecoeur    |

### Combinata
| Edizione | Oro                   | Argento             | Bronzo             |
| -------- | --------------------- | ------------------- | ------------------ |
| 2003     | Manfred Reichegger    | Stéphane Brosse     | Rico Elmer         |
| 2007     | Florent Perrier       | William Bon Mardion | Dennis Brunod      |
| 2009     | Yannick Buffet        | Manfred Reichegger  | Lorenzo Holzknecht |
| 2012     | Kílian Jornet Burgada | Martin Anthamatten  | Manfred Reichegger |

### Vertical
| Edizione | Oro                   | Argento            | Bronzo                      |
| -------- | --------------------- | ------------------ | --------------------------- |
| 2005     | Agustí Roc Amador     | Florent Perrier    | Mirco Mezzanotte            |
| 2007     | Florent Perrier       | Agustí Roc Amador  | Manuel Pérez Brunicardi     |
| 2009     | Kílian Jornet Burgada | Tony Sbalbi        | Yannick Buffet              |
| 2012     | Kílian Jornet Burgada | Yannick Buffet     | Martin Anthamatten          |
| 2014     | Robert Antonioli      | Manfred Reichegger | Damiano Lenzi               |
| 2018     | Kilian Jornet Burgada | Davide Magnini     | Antonio Alcalde Sanchez     |
| 2022     | Werner Marti          | Alex Oberbacher    | Maximilien Drion du Chapois |
| 2024     | Rémi Bonnet           | Werner Marti       | Federico Nicolini           |

### Staffetta
| Edizione | Oro                                                                        | Argento                                                                                                  | Bronzo                                                                   |
| -------- | -------------------------------------------------------------------------- | --- | ------------------------------------------------------------------------ |
| 2005     | Italia Guido Giacomelli Dennis Brunod Manfred Reichegger Matteo Pedergnana | Svizzera Alexander Hug Christian Pittex Jean-Yves Rey Yannick Ecoeur                                     | Germania Franz Graßl Toni Steurer Stefan Klinger Georg Nickaes           |
| 2007     | Italia Dennis Brunod Denis Trento Manfred Reichegger Guido Giacomelli      | Svizzera Alain Rey Florent Troillet Yannick Ecoeur Alexander Hug                                         | Francia Yannick Buffet Bertrand Blanc Tony Sbalbi Fabien Anselmet        |
| 2009     | Italia Lorenzo Holzknecht Manfred Reichegger Dennis Brunod Damiano Lenzi   | Spagna Javier Martín de Villa Joan Maria Vendrell Martínez Manuel Pérez Brunicardi Kílian Jornet Burgada | Svizzera Florent Troillet Marcel Marti Yannick Ecoeur Pierre Bruchez     |
| 2012     | Svizzera Martin Anthamatten Marcel Theux Yannick Ecoeur Alan Tissières     | Francia Alexis Sévennec-Verdier Valentin Favre Yannick Buffet William Bon Mardion                        | Italia Matteo Eydallin Damiano Lenzi Manfred Reichegger Robert Antonioli |

### Sprint
| Edizione | Oro                | Argento             | Bronzo                     |
| -------- | ------------------ | ------------------- | -------------------------- |
| 2012     | Josef Rottmoser    | Robert Antonioli    | Marcel Marti               |
| 2016     | Robert Antonioli   | Iwan Arnold         | Martin Anthamatten         |
| 2018     | Nicolò Canclini    | William Bon Mardion | Thomas Corthay             |
| 2022     | Oriol Cardona Coll | Nicolò Canclini     | Iñigo Martinez de Albornoz |
| 2024     | Oriol Cardona Coll | Arno Lietha         | Robin Galindo              |

## Medaglie femminili

### Individuale
| Edizione | Oro                    | Argento               | Bronzo                      |
| -------- | ---------------------- | --------------------- | --------------------------- |
| 2003     | Cristina Favre-Moretti | Catherine Mabillard   | Valérie Ducognon            |
| 2005     | Cristina Favre-Moretti | Gloriana Pellissier   | Isabella Crettenand-Moretti |
| 2007     | Laëtitia Roux          | Roberta Pedranzini    | Gloriana Pellissier         |
| 2009     | Roberta Pedranzini     | Francesca Martinelli  | Gloriana Pellissier         |
| 2012     | Laëtitia Roux          | Mireia Miró Varela    | Séverine Pont-Combe         |
| 2014     | Laetitia Roux          | Maude Mathys          | Axelle Mollaret             |
| 2016     | Laetitia Roux          | Jennifer Fiechter     | Claudia Galicia Cotrina     |
| 2018     | Axelle Mollaret        | Laetitia Roux         | Emelie Forsberg             |
| 2022     | Axelle Gachet-Mollaret | Tove Alexandersson    | Alba De Silvestro           |
| 2024     | Tove Alexandersson     | Célia Perillat-Pessey | Alba De Silvestro           |

### A squadre
| Edizione | Oro                                                         | Argento                                           | Bronzo                                                  |
| -------- | ----------------------------------------------------------- | ------------------------------------------------- | ------------------------------------------------------- |
| 2001     | Svizzera Catherine Mabillard Sandra Zimmerli                | Francia Valérie Ducognon Delphine Oggeri          | Francia Corinne Favre Nathalie Bourillon                |
| 2003     | Svizzera Catherine Mabillard Cristina Favre-Moretti         | Francia Valérie Ducognon Delphine Oggeri          | Francia Corinne Favre Véronique Lathuraz                |
| 2005     | Svizzera Isabella Crettenand-Moretti Cristina Favre-Moretti | Svizzera Catherine Mabillard Gabrielle Magnenat   | Germania Judith Graßl Barbara Gruber                    |
| 2007     | Italia Francesca Martinelli Roberta Pedranzini              | Francia Corinne Favre Véronique Lathuraz          | Svizzera Catherine Mabillard Nathalie Etzensperger      |
| 2009     | Italia Francesca Martinelli Roberta Pedranzini              | Svizzera Gabrielle Magnenat Nathalie Etzensperger | Andorra Ariadna Tudel Cuberes Sophie Dusautoir Bertrand |
| 2012     | Svizzera Séverine Pont-Combe Marie Troillet                 | Spagna Gemma Arró Ribot Mireia Miró Varela        | Svizzera Emilie Gex-Fabry Maude Mathys                  |

### Combinata
| Edizione | Oro                    | Argento              | Bronzo                |
| -------- | ---------------------- | -------------------- | --------------------- |
| 2003     | Cristina Favre-Moretti | Catherine Mabillard  | Valérie Ducognon      |
| 2007     | Roberta Pedranzini     | Francesca Martinelli | Nathalie Etzensperger |
| 2009     | Roberta Pedranzini     | Francesca Martinelli | Nathalie Etzensperger |
| 2012     | Séverine Pont-Combe    | Mireia Miró Varela   | Laëtitia Roux         |

### Vertical
| Edizione | Oro                    | Argento             | Bronzo                  |
| -------- | ---------------------- | ------------------- | ----------------------- |
| 2005     | Cristina Favre-Moretti | Gloriana Pellissier | Barbara Gruber          |
| 2007     | Laëtitia Roux          | Roberta Pedranzini  | Gloriana Pellissier     |
| 2009     | Roberta Pedranzini     | Mireia Miró Varela  | Francesca Martinelli    |
| 2012     | Laëtitia Roux          | Mireia Miró Varela  | Gemma Arró Ribot        |
| 2014     | Laetitia Roux          | Maude Mathys        | Claudia Galicia Cotrina |
| 2018     | Axelle Mollaret        | Victoria Kreuzer    | Alba de Silvestro       |
| 2022     | Axelle Gachet-Mollaret | Tove Alexandersson  | Sarah Dreier            |
| 2024     | Sarah Dreier           | Alba De Silvestro   | Marta Garcia Farres     |

### Staffetta
| Edizione | Oro                                                                            | Argento                                                               | Bronzo                                                                |
| -------- | ------------------------------------------------------------------------------ | --------------------------------------------------------------------- | --------------------------------------------------------------------- |
| 2005     | Svizzera Cristina Favre-Moretti Isabella Crettenand-Moretti Gabrielle Magnenat | Italia Gloriana Pellissier Francesca Martinelli Christiane Nex        | Germania Judith Graßl Barbara Gruber Silvia Treimer                   |
| 2007     | Italia Gloriana Pellissier Francesca Martinelli Roberta Pedranzini             | Francia Corinne Favre Véronique Lathuraz Laëtitia Roux                | Svizzera Gabrielle Magnenat Catherine Mabillard Nathalie Etzensperger |
| 2009     | Italia Roberta Pedranzini Gloriana Pellissier Francesca Martinelli             | Svizzera Gabrielle Magnenat Nathalie Etzensperger Séverine Pont-Combe | Francia Véronique Lathuraz Corinne Favre Laëtitia Roux                |
| 2012     | Svizzera Séverine Pont-Combe Emilie Gex-Fabry Mireille Richard                 | Spagna Marta Riba Carlos Gemma Arró Ribot Mireia Miró Varela          | Italia Gloriana Pellissier Elena Nicolini Martina Valmassoi           |

### Sprint
| Edizione | Oro                  | Argento              | Bronzo                  |
| -------- | -------------------- | -------------------- | ----------------------- |
| 2012     | Mireille Richard     | Séverine Pont-Combe  | Anna Figura             |
| 2016     | Laetitia Roux        | Marta Garcia Farres  | Nahia Quincoces Altuna  |
| 2018     | Adele Milloz         | Laetitia Roux        | Claudia Galicia Cotrina |
| 2022     | Marianna Jagerčíková | Tove Alexandersson   | Emily Harrop            |
| 2024     | Marianne Fatton      | Ana Alonso Rodriguez | Marianna Jagerčíková    |

## Medagliati nelle gare miste

### Staffetta
| Edizione | Oro                                            | Argento                                         | Bronzo                                    |
| -------- | ---------------------------------------------- | ----------------------------------------------- | ----------------------------------------- |
| 2022     | Francia Emily Harrop Thibault Anselmet         | Italia Giulia Murada Nicolò Ernesto Canclini    | Italia Alba De Silvestro Michele Boscacci |
| 2024     | Spagna Ana Alonso Rodriguez Oriol Cardona Coll | Francia Célia Perillat-Pessey Thibault Anselmet | Svizzera Marianne Fatton Rémi Bonnet      |

## Medagliere generale
Statistiche aggiornate a Chamonix 2024
| Posizione | Paese      | Oro | Argento | Bronzo | Totale |
| --------- | ---------- | --- | ------- | ------ | ------ |
| 1         | Francia    | 24  | 21      | 13     | 58     |
| 2         | Italia     | 21  | 24      | 22     | 67     |
| 3         | Svizzera   | 19  | 16      | 19     | 54     |
| 4         | Spagna     | 8   | 12      | 10     | 30     |
| 5         | Svezia     | 1   | 3       | 1      | 5      |
| 6         | Germania   | 1   | 0       | 5      | 6      |
| 7         | Slovacchia | 1   | 0       | 2      | 3      |
| 8         | Austria    | 1   | 0       | 1      | 2      |
| 9         | Andorra    | 0   | 0       | 1      | 1      |
| 9         | Polonia    | 0   | 0       | 1      | 1      |
| 9         | Belgio     | 0   | 0       | 1      | 1      |
| Totale    | Totale     | 76  | 76      | 76     | 228    |

## Atleti plurimedagliati
Statistiche aggiornate a Chamonix 2024

### Uomini

#### Tutte le gare
| Atleta                | Oro | Argento | Bronzo | Totale |
| --------------------- | --- | ------- | ------ | ------ |
| Segnaposto (bandiera) |     |         |        |        |

#### Individuali
| Atleta                | Oro | Argento | Bronzo | Totale |
| --------------------- | --- | ------- | ------ | ------ |
| Segnaposto (bandiera) |     |         |        |        |

### Donne

#### Tutte le gare
| Atleta                | Oro | Argento | Bronzo | Totale |
| --------------------- | --- | ------- | ------ | ------ |
| Segnaposto (bandiera) |     |         |        |        |

#### Individuali
| Atleta                | Oro | Argento | Bronzo | Totale |
| --------------------- | --- | ------- | ------ | ------ |
| Segnaposto (bandiera) |     |         |        |        |